# Sälltjärnen, Dalarna
Sälltjärnen är en sjö i Gagnefs kommun i Dalarna och ingår i Dalälvens huvudavrinningsområde.